# Angelo Zorzi
Angelo Zorzi (* 4. Mai 1890 in Mailand; † 28. Dezember 1974 ebenda) war ein italienischer Turner und zweifacher Olympiasieger.
Bei den Olympischen Sommerspielen 1912 in Stockholm gewann er mit dem italienischen Team den Mannschaftsmehrkampf. Acht Jahre später bei den Spielen in Antwerpen konnte er diesen Erfolg wiederholen. Im Einzelmehrkampf erreichte er Platz 16.